# Robin Fulton
Robin Fulton, född 6 maj 1937 på Arran i Skottland, är en skotsk poet och översättare. Sedan 1973 bor han i Stavanger i Norge. Han har gett ut egna diktsamlingar och översatt skandinavisk poesi till engelska, utöver svenska författare som Tomas Tranströmer och Harry Martinson också norrmän som Olav H. Hauge och danskar som Henrik Nordbrandt.

## På svenska
- Sekunden överlever stenen (i urval och översättning av Johannes Edfelt, Lasse Söderberg och Tomas Tranströmer, Ellerströms, 1996)

## Översättningar från svenska
- Bertil Pettersson: In this well-known season (Mullsjö: Anglo-American Center, 1973)
- Östen Sjöstrand: Toward the solitary star: selected poetry and prose (Provo, Utah: Brigham Young University, 1988)
- Tomas Tranströmer: Sorgegondolen = The sorrow gondola (Dublin: Dedalus Press, 1997) [tvåspråkig utgåva]
- Tomas Tranströmer: Den stora gåtan = The great enigma = Apār rahasya (Bengali translation: Gajendra Kumar Ghose; English translation: Robin Fulton, Kolkata: Rajdhani Publication, 2006) [trespråkig utgåva]
- Harry Martinson: Chickweed wintergreen: selected poems (Tarset: Bloodaxe, 2010)
- Tomas Tranströmer: Haikudikter = Haiku poems = Paiju (översättning till kinesiska: Göran Malmqvist, English translation: Robin Fulton, Stockholm: Tranan, 2013) [trespråkig utgåva]

## Priser och utmärkelser
- 1978 – Svenska Akademiens tolkningspris
- 1998 – Svenska Akademiens tolkningspris
- 2012 – Bernard Shaw-priset för Chickweed wintergreen